# Dockan till Samarkand
Dockan till Samarkand är en kriminalroman av Stieg Trenter utgiven 1959. Ett trasigt paket, adresserat till ett barnhem i Samarkand, visar sig innehålla en docka med peruken utbytt mot en bit av en blodfläckad människoskalp. Det makabra fyndet leder polisen till att låta grodmän genomsöka Klara sjö i Stockholm, där de finner en postsäck innehållande en mördad ung kvinna.
Hela historien berättas ur Ulla Simanders perspektiv, dock inte i jagform.

## Persongalleri
- Harry Friberg, fotograf och amatördeckare
- Vesper Johnson, kriminalintendent
- Ulla Simander, 25, postexpeditör på korsbandssorteringen som ibland kör extrapass med morbroderns droskbil, skattmästare för Postens damhandbollslag
- fru Simander, Ullas mor; mor och dotter delar bostad
- Harriet Beckman, 26, skrivbiträdesaspirant på Stockholm 6, Postens Lucia 1955, f.d. medlem i Postens handbollslag
- Sophia Fern, postexpeditör på korsbandet, handbollsspelare
- Viktor Emanuel Fern, sångare, f.d. förste postiljon på Stockholm 6, Sophias bror
- Märta Jansson, överpostexpeditör, kassaföreståndarinna på korsbandet
- Bengt Möller, postkontrollör på Stockholm 6 (Vasastan), handbollslagledare
- Dick Tillberger, postiljon på Stockholm 1, misstänkt hallick
- Ingelsson, driftkontrollör på Stockholm Ban
- Andersson, paketreparatör på Stockholm Ban

## Miljö
Handlingen utspelas till stor del i Postverkets lokaler i Stockholm, framför allt på Stockholm Ban – den dåvarande postterminalen mellan Stockholms centralstation och Klara sjö. Huset med dess verksamhet erbjöd en spännande miljö för en mordhistoria, med gott om hissar, trappor, prång och genvägar, bullrande transportbanor och kusliga källare med ljuddämpning av travade postsäckar, samt rika möjligheter för uniformerad personal att röra sig anonymt genom lokalerna. Postterminalen revs 1983 och ersattes av Klara postterminal.
Harry Friberg bjuder Ulla Simander på en typisk Trenter-måltid: Man snirklar sig in bland gränderna i Gamla Stan, Ulla skickas till mjölkboden för att inhandla småfranska, bredda med smör och med urgröpt inkråm, medan Friberg gör inköp hos fiskhandlare Bergfalk. Fribergs assistent sänds sedan för att köpa dill, medan Harry Friberg skaffar ett par buteljer Worthington Pale Ale. Man far vidare till en parkbänk på Strömparterren, där småfrallorna avnjuts med laxskivor och rysk kaviar. Ölet serveras i pappersmugg och assistenten har farit vidare med den resedagröna Fiat 1800.